# جمعية الهلال الأحمر الأفغاني
جمعية الهلال الأحمر الأفغاني (بالبشتوية: افغانی سری میاشتی ټولنه)‏، هي جمعية تهتم بالطب والعلاج لمواطني أفغانستان، أسست بتاريخ شهر أبريل عام 1934م.

## وصلات خارجية
- Official Site - Afghan Red Cross Society
- Organizational Overview - ARCS (PDF)